# エクスパンダー・システム

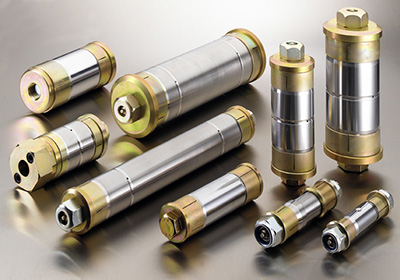
エクスパンダー・システム

エクスパンダー・システム（英：Expander System）は、機械類の可動部で使用される拡張機構をもつ機械式のピン。建設機械やクレーンのような製鉄所・発電所等の工場設備、掘削用重機等、幅広い設備機器の可動部で使用される。1986年、スウェーデンのオートヴィダベリに本拠を置くエクスパンダー・システム社（Expander System Global AB）が開発し販売を開始した。単にエクスパンダーとも呼ばれる。
2016年に同じくスウェーデンのノルトロックグループ（Nord-Lock Group AB）が同社の株式を100%取得したことにより、現在はノルトロックグループの傘下企業となっている。それに伴い国内では、ノルトロックグループの国内法人であるノルトロックジャパンがエクスパンダー・システムの販売を行っている。

## 機能
多くの機器の可動部には駆動軸としてピンが挿し入れられているが、ピンの抜き差しを可能とするため、ピン穴（軸受穴）はピンの軸径（ピン径）よりも僅かに大きな径になっている。このためショベルカーが土砂を掬い上げる時のように可動部に荷重が伝わった際、ピンは応力方向に動いて穴の内部で繰り返し打ち付けられることとなる。これによって下図のように穴が摩耗によって変形してしまう。特に建設機械であれば、ショベルカーのアーム先端のバケット等のアタッチメント部の可動部は摩耗が激しいことで知られ、メーカー各社もピン交換時等に摩耗の点検を推奨している。

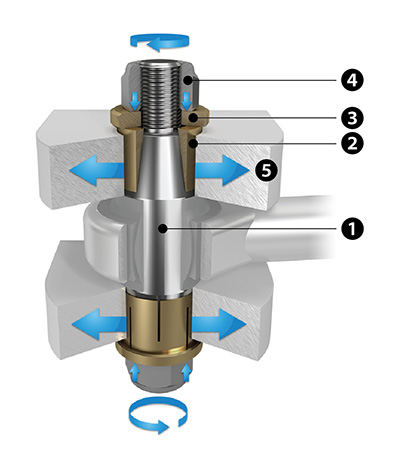
エクスパンダー機構図（出典：ノルトロックジャパン）

エクスパンダー・システムのピンは、使用される機器可動部の摩耗を防止する機能を有しており、その機能は下記の機構によって実現されている。
1. 可動部に両端がテーパー形状に加工されたピン軸を挿し入れる
2. 両端にスリットの入ったスリーブを挿し入れる
3. スリーブの上からねじ部（おねじ式のものとめねじ式のものと両方が存在）に座金を組み入れる
4. 両端のボルトまたはナットを締め付けると、座金がスリーブを奥に押し込む
5. スリーブが軸のテーパーに沿って開き、可動部ピン穴内の遊び（隙間）を埋める

機器可動部に摩耗が発生して穴が広がると、機器にガタつきが生じて作業効率を損なう。一般的な摩耗への対処としては、肉盛と呼ばれる溶接作業で摩耗分を補てんした後に研磨・塗装を行ったり、ブッシュと呼ばれる挿入材を使用している場合はそれを交換する。エクスパンダー・システムは、ピン穴内部の隙間を無くすことで応力集中による摩耗自体を無くし、上記のような摩耗に対処するメンテナンスを低減することを目的に開発されている。

## バリエーション
エクスパンダー・システムには、ナット締めやボルト締め等の締付方式の違いの他にも、可動部の周囲に障害物がある場合に使用するもの、それらのグリースを表面に塗布するか内部に注入するか等、様々なバリエーションが用意されている。
- ナット締めタイプ：比較的ピン径が小さい場合に用いられる。
- ボルト締めタイプ：ピン径が比較的大きな場合に用いられる。
- 突き出し無しタイプ：可動部の両側に障害物がある場合に用いられる。ピンの両端は可動部の中に収まる。
- スパナナットタイプ：可動部の両側に障害物がある場合に用いられる。上図右から3番目のもの。平らで低頭なナットで締め付ける。
- ツール締めタイプ：可動部の両側に障害物があり、比較的ピン径が大きい場合に用いられる。
- 片側固定タイプ：可動部の一方に障害物がある場合に用いられる。ピンを貫通する形で入った通しボルトで両側を同時に締め付ける。
- 複数ボルト留めタイプ：ピン径が大きくボルト1本での締め付けが難しい場合に用いられる。
- オフショア用ピン：洋上施設のクレーン等で使用。洋上環境向け材料で製造され、DNV 2:22/ DNVGL-OS-E-101およびAPI 8C/ISO 13535に対応。

## 歴史
1950年代のスウェーデンにおいて、エヴァースとゲルハルトのスヴェンソン兄弟は1台のブルドーザーを所有して道路工事の事業を営んでいた。しかし、ブルドーザーの可動部に繰り返し発生するピン穴の摩耗によって、高額な修繕費とブルドーザーを使用できない修繕期間の機会損失に辟易していた。
ある日、またしてもピン穴の磨耗によって可動部がガタついているのに気付いたエヴァースは業を煮やし、ピン穴の摩耗部分を埋めるため、使い古しの錆びた釘を穴に打ち込んだが、これがエヴァース自身も驚く程の効果を上げた。これがエクスパンダー・システム開発の契機となり、以降スヴェンソン兄弟は自らの重機にエクスパンダー・システムを使用して道路工事の事業を続けた。その後、エヴァースの息子であるロジャーがこの製品技術の特許を取得し、エクスパンダー・システム社を1986年に設立。翌1987年、エクスパンダー・システムは、スウェーデンの産業大臣（現 産業・技術革新大臣）より、アルフレッド・ノーベル記念革新技術開発賞を受賞している。
1990年代にはアメリカ合衆国に進出し、エクスパンダー・アメリカズ社（Expander Americas Inc.）を設立。2006年にはアイオワ州に自社工場を設立。2016年7月にノルトロックグループの傘下となった。

## 採用事例
スウェーデンのエクスパンダー・システム社のホームページで確認できる採用事例のうち、主なものを下記に示す。その他の事例については同ホームページを参照のこと。
- キャタピラー
- コマツ
- ボルボ建設機械
- アトラスコプコ
- サンドヴィック
- ロールスロイス
- ABB
- 日立建機

## オンラインシステム
エクスパンダー・システムは、CADEXと呼ばれるオンラインシステムを有している。これによってオンライン上で建機モデル別のエクスパンダー・システムを参照することができ、当該システム内でオンライン発注を行うこともできる。また、3Dモデリングを用いてエクスパンダー社のエンジニアとオンライン上で製品設計についての修正や要件変更等のやり取りを行うこともでき、同製品のユーザーはこのシステムを使用するためのアカウントを開設することでこれらの機能を利用することができる。

## 参考資料（外部リンク）
- ノルトロックホームページ
- Expander System Global
- FASTENER + FIXING MAGAZINE | The end of lug wear?（英語）